# Juan Gustavo Cobo
Juan Gustavo Cobo Borda (Bogotá, 10 de octubre de 1948-Bogotá, 5 de septiembre de 2022) fue un poeta, crítico, periodista y diplomático colombiano.

## Biografía
Hijo de un emigrante "que había luchado en la guerra civil española, al lado de don Manuel Azaña" y de una colombiana "cuyos primos hermanos, Jorge y Eduardo Zalamea Borda habían sido ambos conocidos escritores", Cobo estudió filosofía en la Universidad de los Andes e idiomas en la Universidad Nacional de Colombia.
Sus primeros poemas, según confesión propia, "eran flagrantes plagios de [...] Pablo Neruda y sus Veinte poemas de amor". También le influyeron Jorge Luis Borges y Constantino Cavafis. Su primer poemario, Consejos para sobrevivir, apareció en 1974 en una editorial ficticia, La soga al cuello; como él mismo cuenta: "el libro fue hecho con dinero que me prestó mi mujer".
A esa primera compilación, le siguieron muchas otras, sobre las que Cobo Borda comentó: "Siempre he dicho que escribo (y publico) el mismo libro de poemas, cambiándole el título, y es cierto".
Cobo Borda tuvo una librería en el centro de Bogotá, en la avenida Jiménez de Quesada con la Carrera Octava, fue editor y, luego, subdirector de la Biblioteca Nacional. Dirigió la revista literaria mensual Eco (1973-junio de 1984), que editaba la Librería Buchholz, así como Gaceta, y fue asistente de la Dirección del Instituto Colombiano de Cultura desde 1975 hasta 1983, año en que pasó a desempeñarse como agregado cultural de la embajada de Colombia en Argentina. En este país conocería a Griselda, una matemática que se convertiría en su esposa.
Su carrera diplomática lo llevó de Buenos Aires a Madrid y, después, ya como embajador, a Atenas. 
Asesor cultural de la Presidencia de la República (abril de 1996-diciembre de 1997), fue el editor de los cuarenta títulos de la Biblioteca Familiar Colombiana.
Miembro de número de la Academia Colombiana de la Lengua desde 1993 y correspondiente de la Española.
Su poesía ha sido traducida a diversos idiomas, ha sido jurado de varios concursos literarios y ha realizado una importante labor de antólogo y crítico tanto de  la poesía colombiana como hispanoamericana .

## Obras
- Consejos para sobrevivir, poesía, Ediciones La Soga al Cuello, Bogotá, 1974
- Mito, 1955-1962, ensayo, Colcultura, Bogotá, 1975
- La alegría de leer, ensayo, Colcultura, Bogotá, 1976
- Salón de té, poesía, Instituto Colombiano de Cultura, Bogotá, 1979
- La tradición de la pobreza, ensayo, Carlos Valencia Editores, Bogotá, 1980
- Casa de citas, ensayos, Caracas, 1981
- Ofrenda en el altar del bolero, poesía, Monte Ávila, Caracas, 1981
- La otra literatura latinoamericana, ensayo, El Áncora; Procultura - Colcultura, Bogotá, 1982
- Roncando al sol como una foca en las Galápagos, poesía, Premia, México, 1983
- Todos los poetas son santos, e irán al cielo poesía, El Imaginario, Buenos Aires, 1983
- Historia portátil de la poesía colombiana, ensayos críticos, 1984
- Obregón, ensayo sobre el pintor Alejandro Obregón, Editorial La Rosa, Bogotá, 1985
- Letras de esta América, ensayo, Universidad Nacional, Bogotá, 1986
- Arciniegas de cuerpo entero, ensayo, Planeta, Bogotá, 1987
- Visiones de América Latina, ensayo, Tercer Mundo, Bogotá, 1987
- Almanaque de versos, 1988
- El beso de Dios, con 22 ilustraciones, 16 aguafuertes y  6 lítograbados del pintor colombiano David Manzur, 1988
- La narrativa colombiana después de García Márquez, ensayo, Tercer Mundo, Bogotá, 1989
- Álvaro Mutis, Procultura, Bogotá, 1989
- Dibujos hechos al azar de lugares que cruzaron mis ojos, poesía, Monte Ávila, Caracas, 1991
- Poemas orientales y bogotanos, 1992
- La mirada cómplice, ensayo, Universidad del Valle, Cali, 1994
- El coloquio americano, ensayo, Universidad de Antioquia, Medellín, 1994
- El animal que duerme en cada uno, poesía, 1995
- Desocupado lector, ensayo, 1996
- Furioso amor, poesía, El Áncora Editores, Bogotá, 1997
- Para llegar a García Márquez, ensayo, Tercer Mundo, Bogotá, 1997
- Para leer a Álvaro Mutis, ensayo, Espasa, 1998
- Borges enamorado, ensayo, Instituto Caro y Cuervo, Bogotá, 1999
- La musa inclemente, poesía, Tusquets, Barcelona, 2001
- Mis pintores, ensayos sobre 15 artistas colombianos, Villegas Editores, Bogotá, 2002
- Lengua erótica. Antología poetica para hacer el amor, Villegas Editores, Bogotá, 2004
- Lector impenitente, selección de sus ensayos, Fondo de Cultura Económica, México, 2004
- Ignacio Gómez Jaramillo, ensayo, Villegas Editores, Bogotá, 2005
- Cuerpo erótico, antología de poesía erótica hispanoamericana, Villegas Editores, Bogotá, 2006
- Lecturas convergentes, paralelo entre García Márquez y Mutis; Taurus, Bogotá, 2006
- Historia de la poesía colombiana. Siglo XX, Villegas Editores, Bogotá, 2006
- Mirar con las manos, poesía, Fundación El Libro Total, Bucaramanga, 2006
- Fernando Botero. La plenitud de la forma, ensayo, Panamericana Editorial, Bogotá, 2007
- El olvidado arte de leer, crítica literaria, 2008
- Poemas ilustrados, con ilustraciones de Ana Patricia Palacios; Tragaluz Editores, Medellín, 2008
- El primer José Asunción Silva: Intimidades 1880-1884, Fundación El Libro Total, Bucaramanga, 2009
- Los poetas mienten, poesía, Fundación El Libro Total, Bucaramanga, 2009
- Cuando papá perdió la guerra, Fundación El Libro Total, Bucaramanga, 2010
- Poemas recientes, Fundación El Libro Total, Bucaramanga, 2011
- Poesía reunida (1972-2012), Tusquets, Barcelona, 2012